# Lapuyen jezik
Lapuyen jezik (lapuyan subanun, margosatubig, subanen; ISO 639-3: laa), austronezijski jezik istočnosubanonske podskupine, kojim govori 25 000 ljudi (1978 SIL) na filipinskom otoku Mindanao.
Govornici južnosubanenskog podosta razumiju centralnosubanenski (Sindangan Subanun) [syb], ali ne i obrnuto. Pismo: latinica. 

## Vanjske poveznice
- Ethnologue (14th)
- Ethnologue (15th)